# خیرآباد (خوسف)
خیرآباد یک روستا در ایران است که در دهستان قلعه زری شهرستان خوسف واقع شده‌است. خیرآباد ۴۸ نفر جمعیت دارد.